# Dům č.p. 2 (Rybárny)

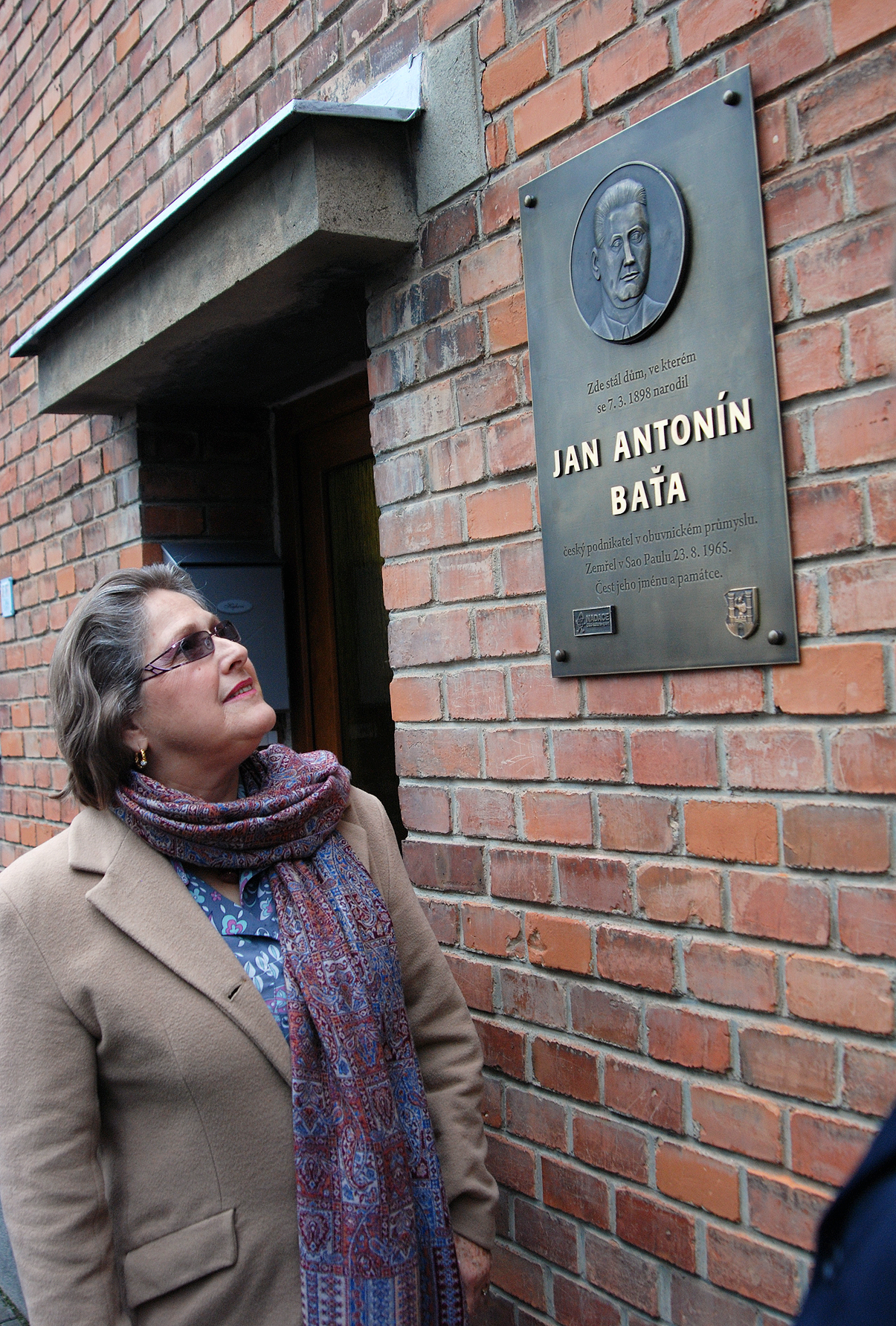
Pamětní deska Janu Antonínu Baťovi na domě. U desky stojí jeho vnučka Dolores.

Dům č. p. 2 je významný dům v hradištské čtvrti Rybárny. Tento dům zakoupil Antonín Baťa, který zde provozoval svoji ševcovskou dílnu a výrobu sodovky. Zde započal příběh firmy Baťa. V domě č. p. 2 se narodil v roce 1898 Jan Antonín Baťa, který zde vyrůstal až do svých deseti let. Na tuto událost upozorňuje pamětní deska, která je umístěna u vstupu do domu. Pamětní desku nechal vyrobit současný majitel domu pan Robert Hájek u místního medailéra a sochaře André Víchy. V roce 1933 byl původní dům z kotovic se sedlovou střechou zbourán a na jeho místě byl firmou Baťa postaven typický jednopatrový dům z červeného spárovaného zdiva, tzv. baťovský domek. Dům je zvláštní tím, že byl postaven do stávající zástavby a byl určen pro matku Jana Antonína Bati – Ludmilu Baťovou. Jeho půdorys je 10 × 6,5 m. V roce 1935 započala ve dvoře domu výstavba nové budovy pro výrobu a skladování sodovky. Povolení k užívání sodovkárny bylo vydáno stavebním úřadem I. stolice v Uherském Hradišti dnem 29. května 1935. Tato výroba sodové vody zde byla ukončena 23. listopadu 1950.